# Loye-sur-Arnon
Loye-sur-Arnon är en kommun i departementet Cher i regionen Centre-Val de Loire i de centrala delarna av Frankrike. Kommunen ligger  i kantonen Saulzais-le-Potier som tillhör arrondissementet Saint-Amand-Montrond. År 2022 hade Loye-sur-Arnon 301 invånare.

## Befolkningsutveckling
Antalet invånare i kommunen Loye-sur-Arnon
Referens:INSEE

## Sevärdheter
- Kyrkan
- Jardins de Drulon